# Pont dels Frares
El Pont dels Frares és un aqüeducte que forma part de l'Inventari del Patrimoni Arquitectònic Català de la ciutat de Solsona (Solsonès).

## Descripció
El pont té 3 arcs lleugerament apuntats, tot de pedra i sense baranes.

## Notícies històriques

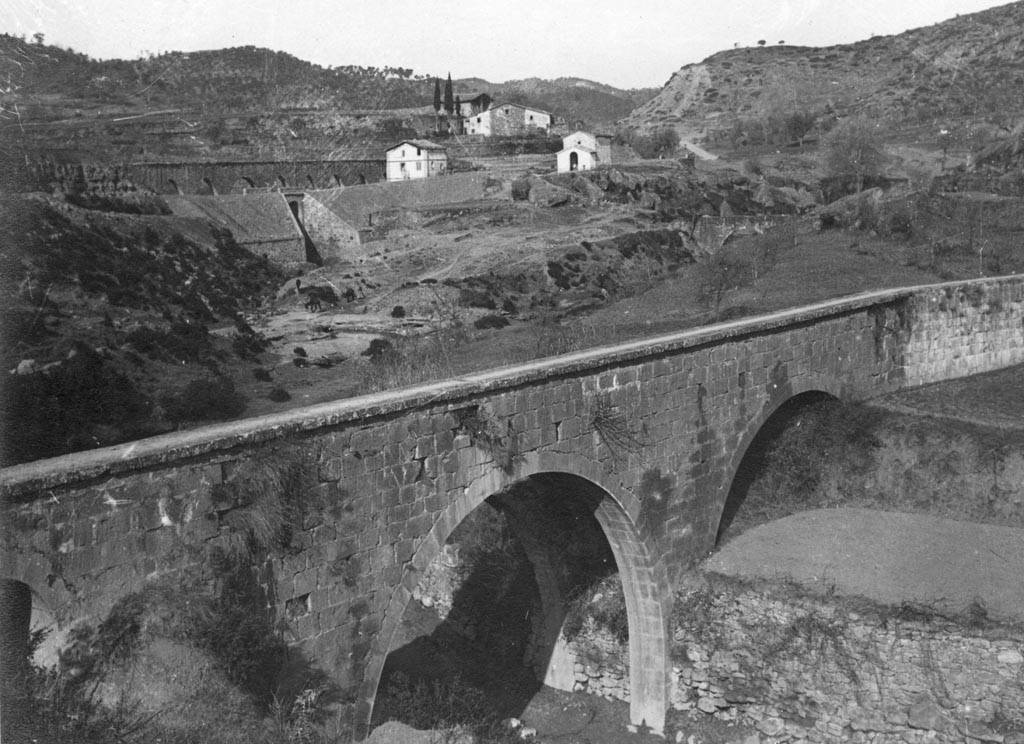
El pont dels Frares entre 1890 i 1923

A la sortida de Solsona, la carretera transcorre per la part dreta de la rivera de l'Aumeda. Es troben a prop de la carretera i de la ribera les antigues construccions romanes i medievals, de conducció d'aigües conegudes amb el nom de Pont dels Frares. (C.A.TORRES-CARDANER-pàg.50).